# Katona Sándor (sportrepülő)

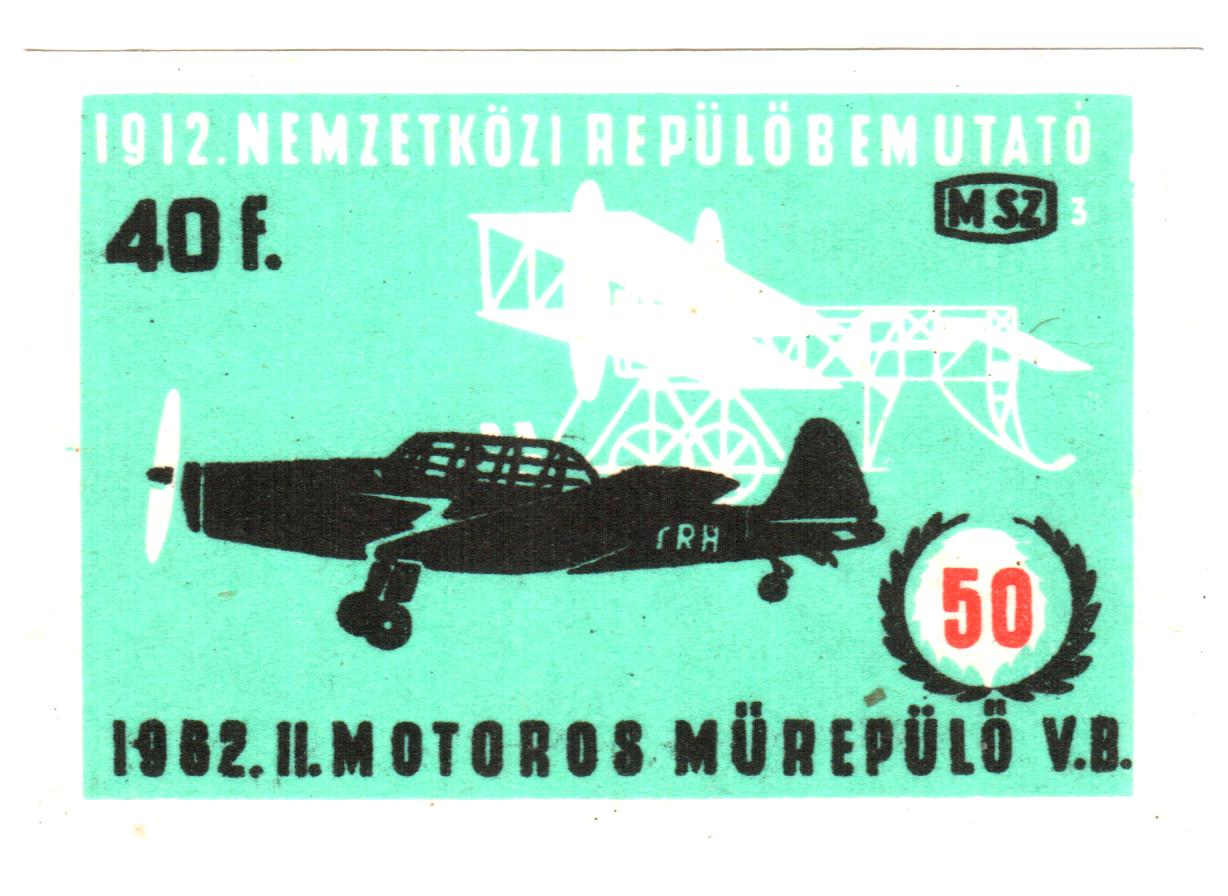
II. Motoros Műrepülő Világbajnokság

Katona Sándor (Budapest, 1935. augusztus 16. – 2023. március 14.) magyar műrepülő pilóta, sportoló, oktató.

## Életpálya
1953-ban tett repülővizsgát. A Vízügyi Repülő Szolgálathoz került, ahol több ezer órát repült kiváló gépekkel. 1964-től 1979-ig főpilótaként dolgozott. Az 1980-as évek elején néhány szezonban együttműködött a motoros műrepülő válogatott kerettel Besenyei Péter, Veres Zoltán, Szász Alajos és más pilóták felkészítésénél. Az 1962-es motoros műrepülő világbajnokságot a HA–TRL lajstromjelű Zlin "Tréner"-rel nyerte meg. Műrepülő gépe, a Zlin "Tréner", Matuz István kezdeményezésére 1984-ben bekerült a magyar vitorlázó műrepülő válogatottba. 
Mint motoros műrepülő oktatót 1985-től a franciák, később más külföldiek is egyre gyakrabban foglalkoztatták. Az oktatás mellett versenyzett. Oktatóként 21 különböző nemzetiségű pilóta tanítványa jutott be hazája válogatott csapatába, köztük három magyar is. 2003 áprilisában volt 50 éves a megszakítatlan műrepülő-pályafutása.

## Sportegyesületei
- Munkaerő-tartalékok Hivatala Repülő Klubja (MSE elődje)
- Dunaújváros REK

## Sportvezetőként
MSE Sportegyesületének második klubtitkára

## Sporteredmények

### Világbajnokság
- 1962-ben Budaörsön a II. Motoros Műrepülő Világbajnokságon Fejér Miklós, Fejes Péter, Pál Zoltán és Tóth József társaságában vett részt. Edző Mandl Ernő.
  - legjobb eredménye: döntő szabadon választott 1. hely, csapat 1. hely

- Három műrepülő világbajnokságon és két Európa bajnokságon a francia csapatban repült.
  - legjobb eredményei: 4 ezüst és 4 bronzérem,
  - hatszor nyertem francia bajnokságot,
  - egyszer olasz bajnokságot,
  - egyszer bajor bajnokságot.

- 1999-ben Ausztriában a VIII. Vitorlázó műrepülő Világbajnokság
  - ismeretlen kötelező számban ezüstérmes,
  - összetett egyéni: 4. hely.
  - összetett csapat: Katona Sándor, Matuz István, Tóth Ferenc – 4. hely
- 2001-ben a IX. Vitorlázó műrepülő Világbajnokság
  - összetett csapat: Katona Sándor, Szilágyi János, Tóth Ferenc – bronzérem
- 2003-ban a X. Vitorlázó műrepülő Világbajnokság
  - összetett csapat: Katona Sándor, Szilágyi János, Tóth Ferenc – bronzérem
- 2005-ben a XI. Vitorlázó műrepülő Világbajnokság
  - összetett csapat: Katona Sándor, Szilágyi János, Tóth Ferenc – bronzérem

### Európa-bajnokság
- 1998-ban a IV. Vitorlázó műrepülő Európa-bajnokság
  - összetett csapat: Tóth Ferenc, Katona Sándor, Szilágyi János – 4. hely.
- 2000-ben az V. Vitorlázó műrepülő Európa-bajnokság
  - szabadon választott: bronzérem
- 2002-ben a VI. Vitorlázó műrepülő Európa-bajnokság
  - csapat összetett: Katona Sándor, Küthreiber Szabolcs, Tóth Ferenc – ezüstérem
- 2004-ben a VII. Vitorlázó műrepülő Európa-bajnokság
  - összetett csapat: Katona Sándor, Szilágyi János, Tóth Ferenc – bronzérem

## Szakmai sikerek
- 1989-ben vitorlázó műrepülésben az ország legjobb sportolója
- Nemzetközi Repülőszövetség (franciául: Fédération Aéronautique Internationale) (FAI) 67. magyarként, az 1993-ban megtartott kongresszusán Paul Tissandier diplomát adományozott részére.
- 2016-ban a Légi Térképészeti és Távérzékelési Egyesület egy emlékéremmel köszönte meg a légi fényképezésben repült óráiért.